# Eliseu Pereira dos Santos
Eliseu Pereira dos Santos (Angra do Heroísmo, 1 d'octubre de 1983) és un futbolista professional portuguès, ja retirat, que ocupava la posició de migcampista.
Després de començar al CF Os Belenenses, va passar la major part de la seva carrera amb el Màlaga després de fitxar per l'equip andalús el 2007, hi va participar en 224 partits oficials i va marcar 27 gols en dos períodes diferents. El 2014 va signar contracte amb el SL Benfica, amb qui va guanyar tres títols consecutius de Primeira Liga entre altres trofeus, durant quatre temporades.
Internacional absolut des del 2009, Eliseu va formar part de l'equip portuguès que va guanyar l'Eurocopa de 2016.

## Trajectòria
Sorgeix de les categories inferiors del Sport Clube Marítimo, equip de les Açores, per a fitxar el 2002 pel CF Os Belenenses. Amb l'equip lisboeta es va fent un lloc titular, disputant 19 partits a la seua segona temporada, la 03/04.
Després d'una cessió al Varzim SC de la segona categoria, continua sent una important peça ofensiva per al Belenenses. A la campanya 07/08, marxa al Màlaga CF, a qui ajuda a pujar a primera divisió. El portuguès seria titular al conjunt andalús. A la temporada següent, a la màxima categoria espanyola, disputa 36 partits i marca nou gols.
Al juny del 2009 fitxa per la SS Lazio per 1 milió d'euros. No obstant això, la manca d'oportunitats a l'equip italià possibilita una cessió al mercat d'hivern, cap al Reial Saragossa.

## Internacional
Eliseu ha estat internacional amb la selecció portuguesa en una ocasió. Va ser convocat al febrer de 2009 contra Finlàndia, però no hi va debutar. Uns mesos després, ho faria davant Estònia.